# 브렌던 비언

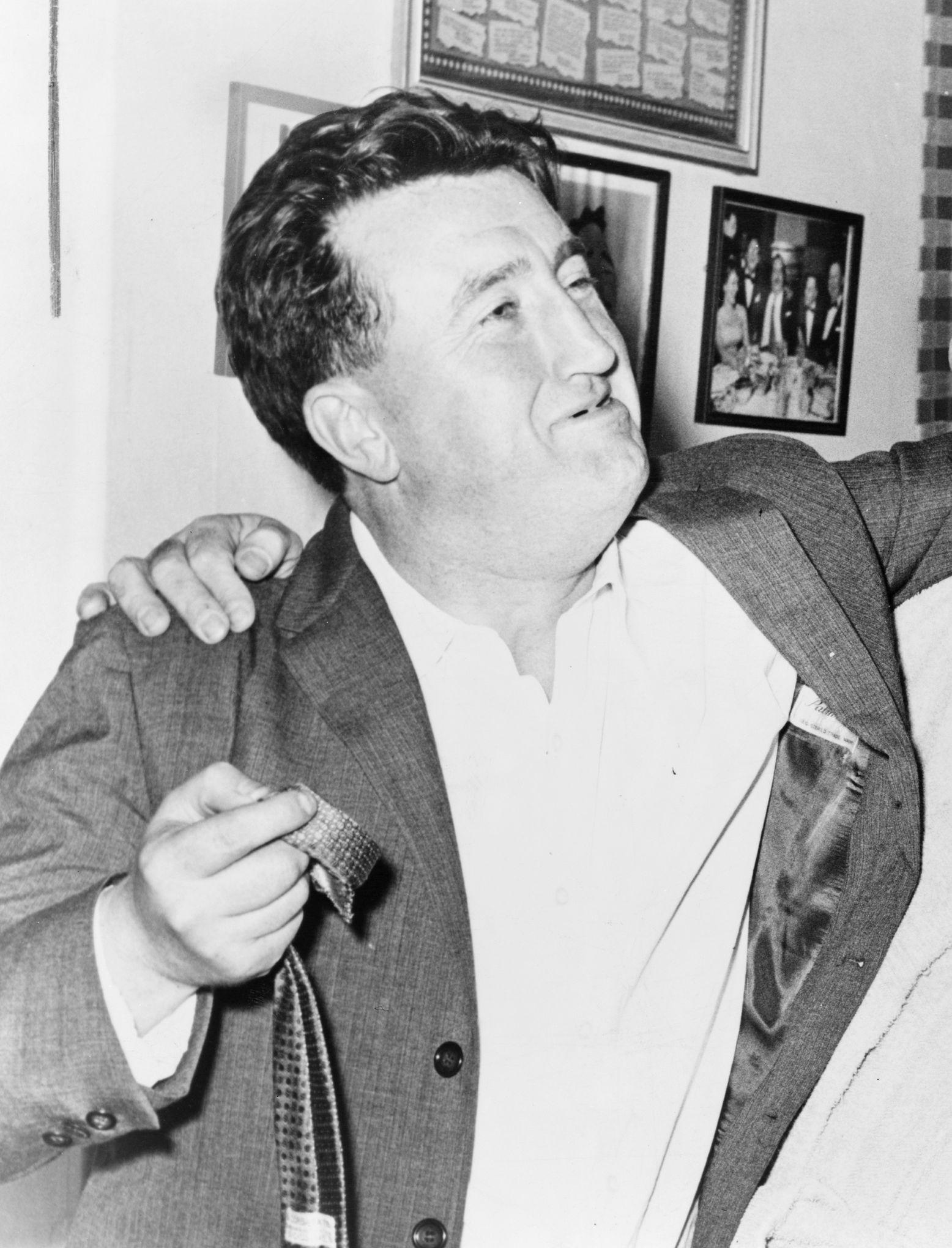
1960년

브렌던 비언(Brendan Francis Behan, 아일랜드어: Breandán Ó Beacháin, 1923년 2월 9일 ~ 1964년 3월 20일)은 아일랜드의 극작가다.
아일랜드 독립군에 가담하여 싸우다 형무소 생활을 했다. 신문기자 생활을 하다가 쓴 첫 희곡 <괴짜>(1954)는 영국에서 조안 리틀우드에 의해 공연되어(1956) 대성공을 거두었다. 사형을 하루 앞둔 밤에 형무소에서 일어난 이야기로서, 테마는 비극적이지만 거기 등장하는 많은 인물들의 야비하지만 생기에 넘친 대사들로 매우 희극적인 요소가 강하게 풍긴다. 두 번째 희곡 <인질>(1956)은 영국 군인을 인질로 잡아 둔 창녀집을 무대로 거기 모여든 여러 종류의 인간들과 여러 가지 사건들의 얽힘을 비언 특유의 분방하고 활달한 언어로 묘사한 대표작이다. 라디오 드라마로는 <큰 집>(1958)이 있다.